# Colpo di Stato in Lettonia del 1934

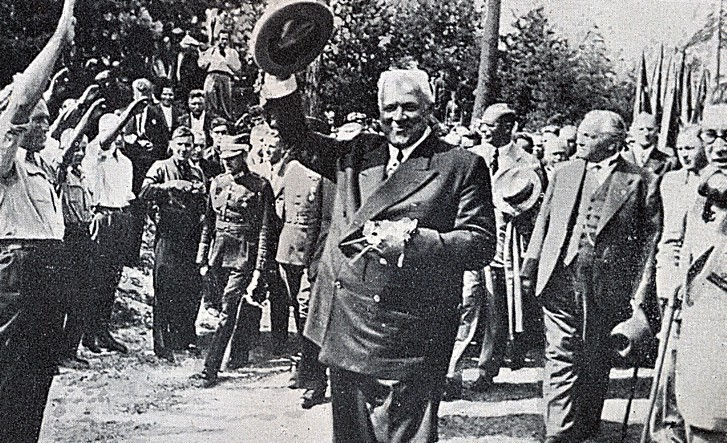
Ulmanis, seguito dai suoi ministri, 1934

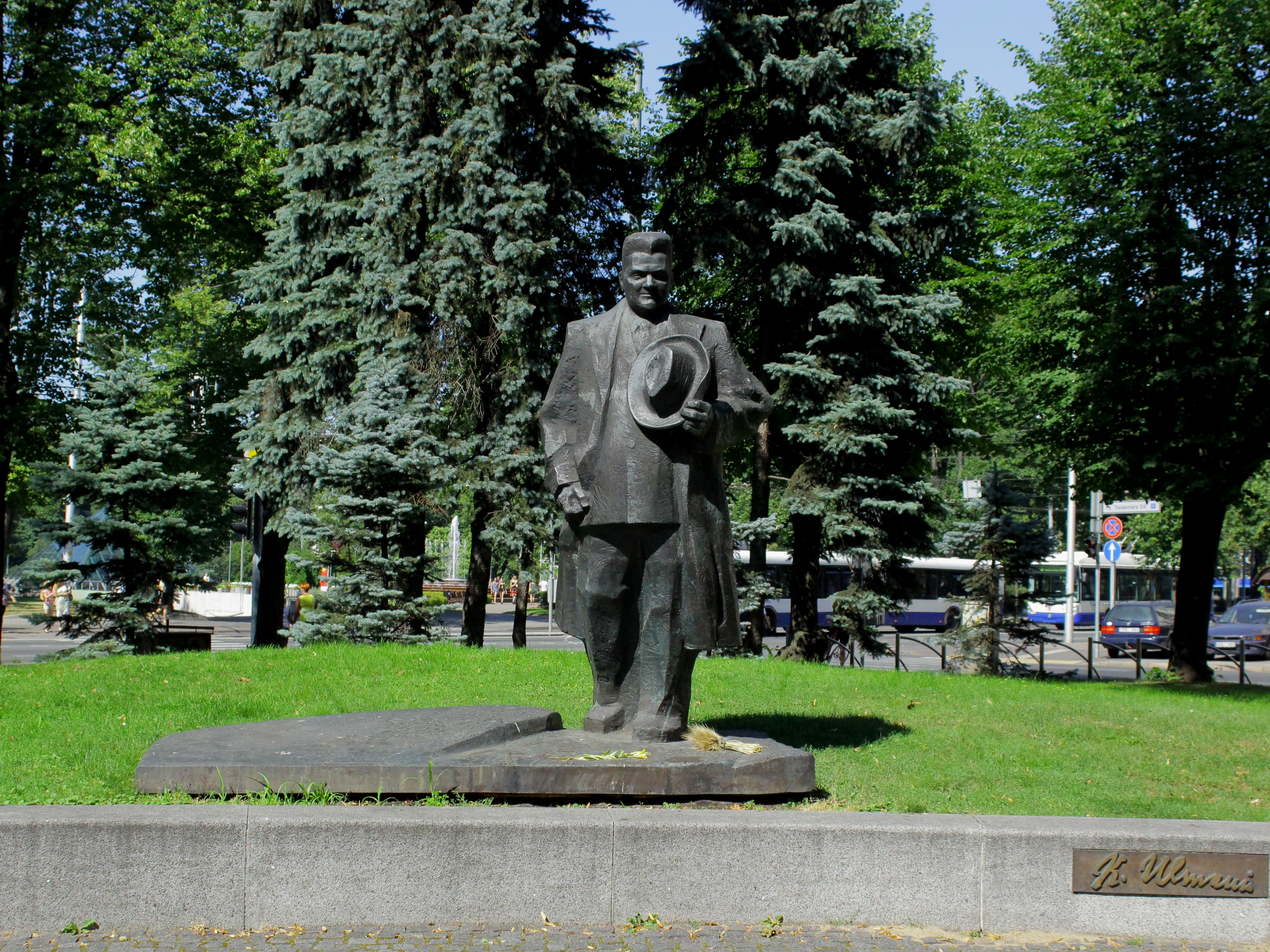
Monumento ad Ulmanis a Riga

Il colpo di Stato lettone del 1934 (1934. gada 15. maija apvērsums) noto in Lettonia anche come colpo di Stato del 15 maggio (15. maija apvērsums) o colpo di Stato di Ulmanis (Ulmaņa apvērsums), fu un autogolpe del veterano primo ministro Kārlis Ulmanis contro il sistema parlamentare in Lettonia. Il suo regime durò fino all'occupazione sovietica della Lettonia nel 1940.
Nella notte tra il 15 e il 16 maggio, Ulmanis, con l'appoggio del ministro della Guerra Jānis Balodis e dell'organizzazione paramilitare Aizsargi, prese il controllo delle principali cariche statali e del partito, proclamò in Lettonia lo stato di emergenza (nota anche come legge marziale), sospese la Costituzione, sciolse tutti i partiti politici ed il Saeima (parlamento).
Ulmanis istituì quindi un regime autoritario esecutivo non parlamentare in cui governò come primo ministro. Le leggi continuarono ad essere promulgate dal governo in carica. Il presidente della Lettonia Alberts Kviesis in carica, che era membro dell'Unione degli Agricoltori della Lettonia di Ulmanis, accettò il colpo di stato e scontò il resto del suo mandato fino al 10 aprile 1936. Ulmanis assunse quindi illegalmente la carica di presidente di Stato ed era ufficialmente conosciuto come "presidente e primo ministro" (Valsts un Ministru Prezidents), ma di solito nelle pubblicazioni era chiamato "leader del popolo" (Tautas Vadonis) o semplicemente "leader "(Vadonis).
Ulmanis era unico tra i dittatori europei dell'epoca, poiché non creò un partito al governo e non introdusse una nuova costituzione. Invece, Ulmanis creò le Camere delle professioni controllate dallo stato, basate sui modelli corporatisti dei regimi autoritari di Konstantin Päts in Estonia e António de Oliveira Salazar in Portogallo. Il regime era in gran parte basato sull'autorità e sui culti della personalità di Ulmanis e Balodis come fondatori della Lettonia durante la guerra d'indipendenza lettone che si sosteneva avesse liberato la nazione dal caos multipartitico.
Il colpo di stato incruento venne effettuato dall'esercito e dalle unità della Guardia nazionale Aizsargi fedeli a Ulmanis. Essi si mossero contro i principali uffici governativi, le comunicazioni e le strutture di trasporto. Molti funzionari e politici eletti (quasi esclusivamente del Partito Socialdemocratico dei Lavoratori lettone, nonché figure dell'estrema destra e sinistra) vennero arrestati, così come tutti gli ufficiali militari che si opposero al colpo di stato.  Vennero inizialmente arrestati dalle autorità circa 2.000 socialdemocratici, tra cui la maggior parte dei membri socialdemocratici del Saeima sciolto, così come i membri di varie organizzazioni radicali di destra, come il Pērkonkrusts. In tutto, 369 socialdemocratici, 95 membri di Pērkonkrusts, attivisti filo-nazisti dalla comunità tedesca del Baltico, e una manciata di politici di altri partiti vennero internati in un campo di prigionia stabilito nel distretto Karosta di Liepāja. Dopo che diversi socialdemocratici, come Bruno Kalniņš, vennero scagionati dalle accuse di armi da parte dei tribunali, la maggior parte degli imprigionati iniziò a essere rilasciata nel tempo, alcuni decidendo di andare in esilio. Coloro che erano stati condannati dai tribunali per atti di tradimento, come il leader di Pērkonkrusts Gustavs Celmiņš, rimasero dietro le sbarre per tutta la durata della loro pena, tre anni in il caso di Celmiņš.